# ヴィクトル・フェドートフ
ヴィクトル・アンドレーヴィチ・フェドートフ（ロシア語：Викто́р Андре́евич Федо́тов、ラテン文字転写例：Viktor Andreyevich Fedotov、1933年7月9日 - 2001年12月4日）は、ロシアの指揮者。

## 経歴
1933年7月9日、タタール共和国(タタールスタン共和国)生まれ。サンクトペテルブルクへ移り、1953年より国立レニングラード・キーロフ劇場にチューバ奏者とて所属。1956年、国立レニングラード音楽院・管弦楽学科卒業。また同音楽院・指揮科でイリヤ・ムーシンに指揮を学び、1963年にレニングラード音楽院・指揮科卒業。
1965年から国立レニングラード・キーロフ劇場（現サンクトペテルブルク・マリインスキー劇場）の指揮者（後に首席指揮者）となる。プロコフィエフのバレエ「シンデレラ」で指揮者としてデビューし、同劇場の主にバレエ部門の指揮者として活躍。同劇場やロシア各地の劇場、英国ロイヤル・バレエ団をはじめ世界のバレエ界で活躍。レパートリーは古典から現代まで幅広く、バレエ指揮者の第一人者として評価が高かった。教育者としては、サンクトペテルブルク音楽院の教授であり、ロシア国立ワガノワ・バレエ・アカデミー（ワガノワ・バレエ学校）でも指導。
レニングラード・キーロフ劇場バレエ団（現サンクトペテルブルク・マリンスキー劇場バレエ団）の海外公演には必ず参加し、キーロフ・バレエの代名詞的存在だった。初来日は1967年。新国立劇場では1997年の開場記念時から「眠れる森の美女」「白鳥の湖」「くるみ割り人形」「ジゼル」「ドン・キホーテ」の初演に指揮者として参加し、新国立劇場バレエ団の古典バレエ上演を非常に高いレベルへと導いた。
2001年12月4日、サンクトペテルブルクにて死去。 

## 家族・親族
- 娘：ポリーナ・フェドトワはピアニスト。エフゲニー・マリーニン、ワレリー・カステリスキーらに師事。
- 息子：マクシム・フェドートフ(フェドトフ、1961-)はヴァイオリニスト。第8回チャイコフスキー国際コンクール第2位。チャイコフスキー・コンクールの審査委員長、入賞者会の代表。

## 音楽・指揮について
帝室劇場のバレエ団員は貴族の子弟に限られていたキーロフ・バレエ団の貴族的な伝統を受け継ぎ、保守的で古典の改変を嫌う。バレエ音楽をあくまで踊りの為の音楽として、明快かつ繊細、オーソドックスでアカデミックに表現しつつ、単なる踊りの劇伴奏以上の優雅で上品な魅力にあふれている。バレエ音楽のCD録音でも、他の指揮者が踊り手が失速して踊れないテンポの演奏が多い中、フェドートフは踊りのテンポを厳守し踊っている姿が見えるようである。

## 来日公演
- 1967年、初来日、キーロフ・バレエ団の2回目日本公演。
- 1997年、新国立劇場バレエ団の開場記念公演で10月に｢眠れる森の美女｣､12月に｢くるみ割り人形｣を指揮。
- 1998年、新国立劇場バレエ団で5月に｢白鳥の湖｣､10月に｢ジゼル｣を指揮。
- 1999年、新国立劇場バレエ団で3月に｢ドン･キホーテ｣、10月に｢白鳥の湖｣を指揮。
- 2000年、新国立劇場バレエ団で9月に｢白鳥の湖｣を指揮。
- 2001年、新国立劇場バレエ団で4月に｢眠れる森の美女｣を指揮。
- 2002年2月に新国立劇場バレエ団で「白鳥の湖」を指揮する予定であったが、2001年12月4日に死去のため来日が叶わなかった。